# Lucio Rojas
Lucio Alejandro Rojas (Santiago de Xile, 17 d'agost de 1978) és un director de cinema, guionista i productor xilè especialitzat en el gènere de terror.

## Biografia
Lucio Rojas va néixer a Santiago. Va viure gran part de la seva infància i adolescència en Aysén i Coyhaique.
Entre 1999 i 2004 va estudiar Administració Pública en la Universitat de Xile i, posteriorment, va ingressar a la Escola de Cinema de Xile.
Ha estrenat sis llargmetratges: en 2011 Muerte Ciega (Zombie Dawn per Estats Units), mentre era estudiant de cinema. Com a tesi de diplomatura de l'escola, realitza en el 2014 el film experimental Perfidia.
L'any 2015 estrena al XLVIII Festival Internacional de Cinema Fantàstic de Catalunya, el survival Sendero i a finals del 2017 estrena Trauma, considerada una de les revelacions de l'any i dins dels films més potents de la temporada. Amdues pel·lícules foren adquirides per Prime Video.
Va estrenar el 25 de setembre del 2020 al Festival Sant Cugat Fantàstic, l'antologia d'horror/biològic ILL. Final Contagium, coproducció entre Xile/Alemanya/Itàlia, dirigida al costat dels italians Domiziano Christopharo, Lorenzo Dante Zanoni i l'alemany Kai A. Bogatzki i representada internacionalment per l'agència EuroObscura.
El 12 d'octubre de 2020 va presentar al LIII Festival Internacional de Cinema Fantàstic de Catalunya, l'antologia d'horror i fantasia xilena Apps, al costat dels directors José Miguel Zúñiga, Sandra Arriagada i Camilo León. La pel·lícula s'estrenarà en sales comercials de Llatinoamèrica, des de finals del primer semestre 2021.
El 2021 va desenvolupar Malebolgia, un film d'horror/ciència-ficció en coproducció entre Xile, Argentina i Mèxic, a filmar-se a mitjan 2021 a la província argentina de Còrdova.
És productor executiu d' "Oveja Negra", sèrie guanyadora del Consell Nacional de Televisió xilè, dirigida per Sandra Arriagada que es filmarà durant el 2021.

## Filmografia
| Any  | Títol                      | Tipus                       | Director | Guionista | Productor | Muntatge |
| ---- | -------------------------- | --------------------------- | -------- | --------- | --------- | -------- |
| 2009 | Sofanor Tobar              | Curtmetratge de ficció      |          |           | Sí        |          |
| 2010 | Fascinum                   | Curtmetratge de ficció      | Sí       | Sí        | Sí        | Sí       |
| 2010 | De Contemptu Mundi         | Curtmetratge de ficció      | Sí       | Sí        | Sí        |          |
| 2011 | Muerte Ciega (Zombie Dawn) | Llargmetratge de ficció     | Sí       | Sí        | Sí        |          |
| 2014 | Perfidia                   | Llargmetratge de ficció     | Sí       | Sí        | Sí        | Sí       |
| 2015 | Sendero                    | Llargmetratge de ficció     | Sí       | Sí        | Sí        | Sí       |
| 2017 | Trauma                     | Largmetratge de ficció      | Sí       | Sí        | Sí        | Sí       |
| 2020 | ILL. Final Contagium       | Antologia d'horror/biològic | Sí       | Sí        | Sí        | Sí       |
| 2020 | Apps                       | Antologia dihorror/fantasia | Sí       | Sí        | Sí        |          |